# Sibirjak

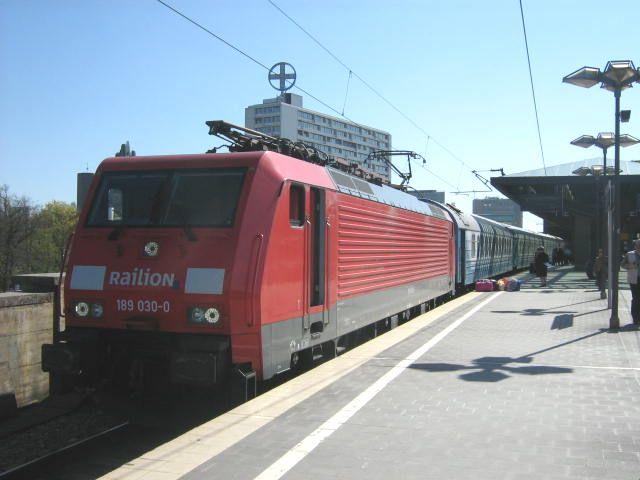
Lokomotive der DB-Baureihe 189 im Bahnhof Berlin Zoologischer Garten

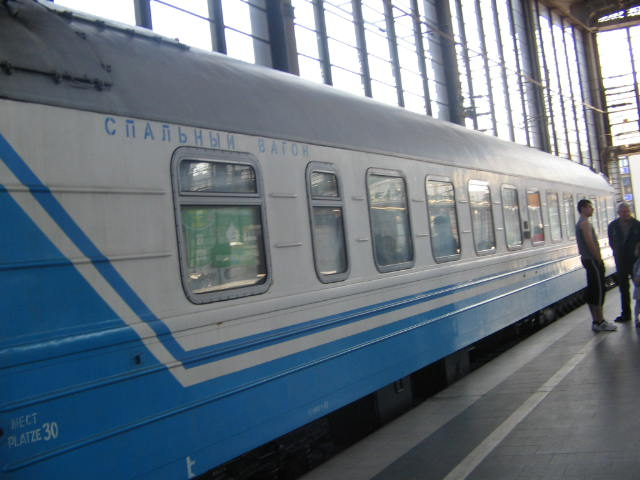
Passagierwagen im Bahnhof Berlin Zoologischer Garten

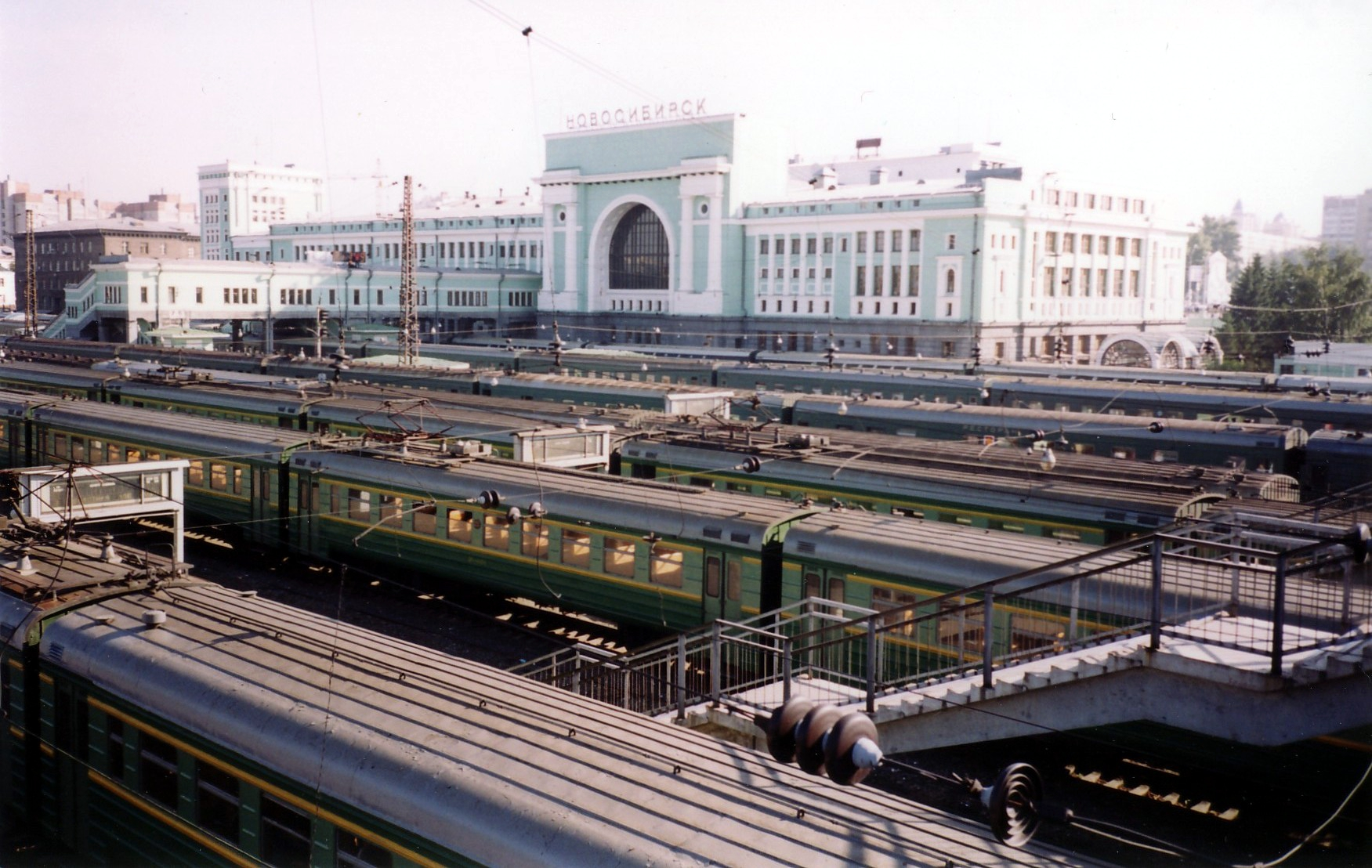
Bahnhof Nowosibirsk-Glawny

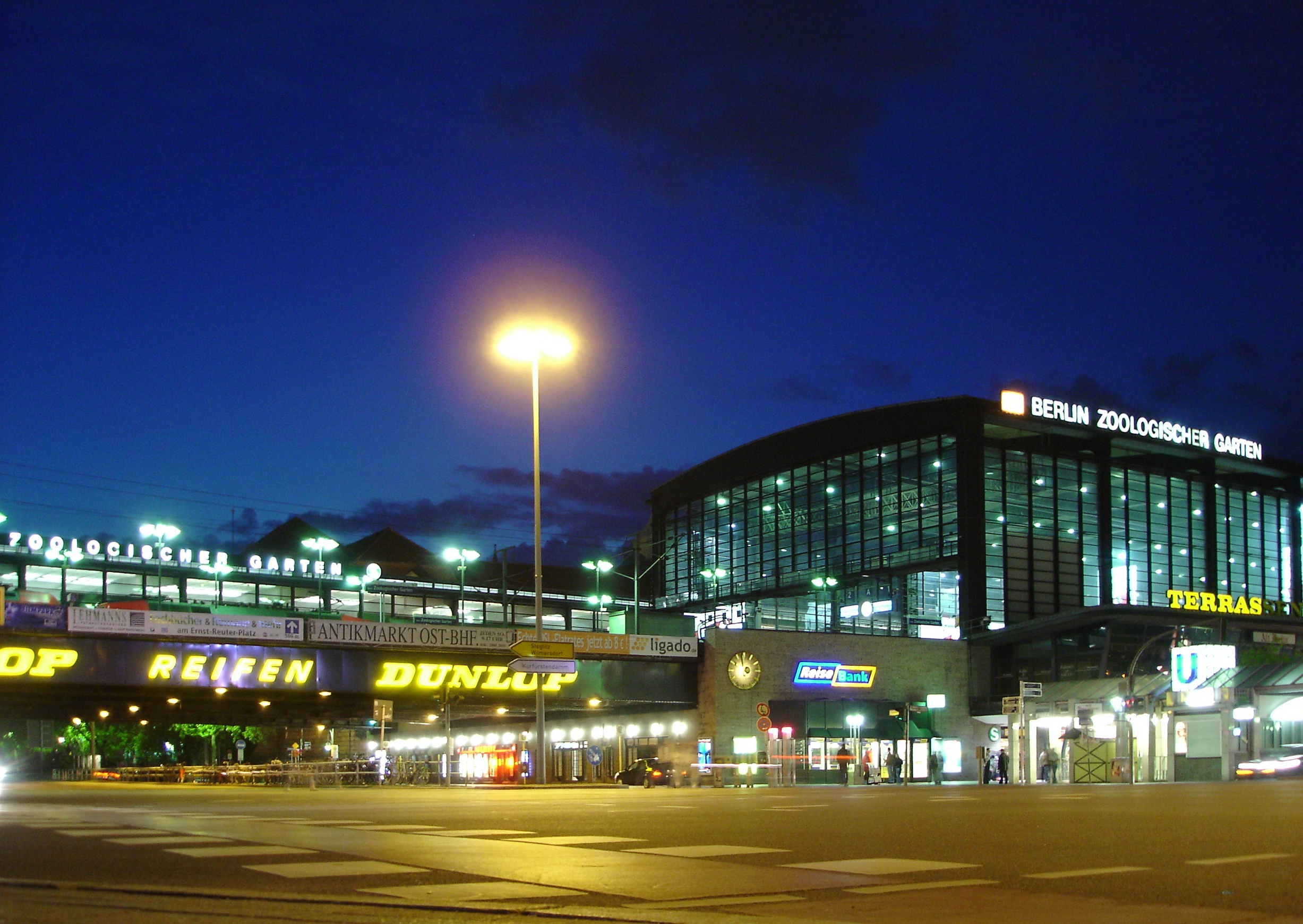
Berlin Zoologischer Garten

Sibirjak (russisch: Сибиряк) war der Name eines Fernzugs, der Berlin mit einigen großen russischen Städten verband. Der Name bedeutet "Sibirier".
Der Zug passierte Deutschland, Polen, Belarus, Russland und Kasachstan, teilweise auf der Strecke der Transsibirischen Eisenbahn.
Mit einer Länge von 5.130 km war der Sibirjak die längste Zugverbindung, die an einem Bahnhof innerhalb der EU begann.
Sie wurde von der Deutschen Bahn nicht aktiv bei potenziellen Kunden beworben. Der Zugverkehr wurde zum 14. Dezember 2013 aufgrund mangelnder Nachfrage eingestellt.

## Überblick
Der Zuglauf begann am Bahnhof Berlin Zoologischer Garten und verlief über die Berliner Stadtbahn. Er durchquerte Polen und Belarus, mit Halt unter anderem in Warschau und Minsk. An der Traktion waren neben der Deutschen Bahn die Polnische Staatsbahn (PKP), die Belarussischen Bahnen, die Russischen Staatsbahnen und die Kasachische Staatsbahn beteiligt.
In Minsk wurden die Wagen des Zuges als Kurswagen aufgeteilt, darunter drei zu Zielen in Sibirien. Weitere Kurswagen liefen nach Kasachstan und ans Schwarze Meer. Insgesamt gab es acht Kurswagenziele: Nowosibirsk, Sankt Petersburg, Moskau, Kasan, Tscheljabinsk, Ufa, Astana (in Kasachstan) und Adler, eine Vorstadt von Sotschi. Zuletzt traf der Zug jeden Samstag um 9:12 in Berlin ein und fuhr um 15:16 wieder ab. Bis Anfang der 2000er Jahre bediente der Zuglauf nicht die Stadtbahn, sondern den Bahnhof Berlin-Lichtenberg. 

## Strecken
| Strecke                 | Passierte Städte                                                                                | Länge (km) | Dauer hh:mm |
| ----------------------- | ----------------------------------------------------------------------------------------------- | ---------- | ----------- |
| Berlin–Sankt Petersburg | Posen–Warschau–Brest–Minsk–Witebsk                                                              | 2.284      | 36:12       |
| Berlin–Moskau           | Posen–Warschau–Brest–Minsk–Smolensk                                                             | 1.978      | 28:40       |
| Berlin–Nowosibirsk      | Posen–Warschau–Brest–Minsk–Smolensk– Wladimir–N. Nowgorod–Kirow–Perm– Jekaterinburg–Tjumen–Omsk | 5.130      | 89:18       |
| Berlin–Tscheljabinsk    | Posen–Warschau–Brest–Minsk–Smolensk– Wladimir–N. Nowgorod–Kirow–Perm–Jekaterinburg              | 3.892      | 72:28       |
| Berlin–Kasan            | Posen–Warschau–Brest–Minsk– Smolensk–Wladimir–N. Nowgorod                                       | 2.836      | 50:54       |
| Berlin–Ufa              | Posen–Warschau–Brest–Minsk–Smolensk– Rjasan–Tambow–Saratow–Samara                               | 3.871      | 72:06       |
| Berlin–Astana           | Posen–Warschau–Brest–Minsk–Smolensk– Rjasan–Tambow–Saratow–Oral–Orenburg                        | 4.300      | 99:15       |
| Berlin–Adler            | Posen–Warschau–Brest–Minsk-Smolensk– Rjasan–Woronesch–Rostow–Krasnodar–Sotschi                  | 3.643      | 63:58       |

### Streckenbeschreibung
Alle Züge fuhren eine gemeinsame Strecke von Berlin Zoologischer Garten nach Minsk, über Posen, Warschau (Bahnhof Warszawa Centralna und Wschodnia), Brest (Zentralny) und Baranawitschy. 
Andere Haltestellen waren in Rzepin, Łuków und Terespol. Auf der Strecke von Minsk bis nach Orscha wurde der Zug in drei Teile getrennt, welche auf den Teilstrecken nach Schodsina und Baryssau fuhren.
- Berlin–St. Petersburg: Dies war eine regelmäßige Zugfahrt von Orscha über die Oblast Pskow nach Witebsk. Die Fahrt endete in St. Petersburg am Witebsker Bahnhof.

- Berlin–Moskau: Dieser Zug fuhr täglich als Teil der Amsterdam-Moskau-Strecke von EuroNight. An Samstagen fuhr er, als Teil des Sibirjak, eine Strecke über Smolensk und Wjasma und endete am Belarussischen Bahnhof in Moskau.

- Berlin–Nowosibirsk: Dies war die längste Strecke von Sibirjak. Auf der Strecke von Wjasma nach Wladimir umfuhr er Moskau und erreichte dadurch die Städte Nischni Nowgorod, Kirow, Perm und Jekaterinburg. Danach trat der Zug über Tjumen und Omsk in die Region von Zentralsibirien ein und beendete seine Fahrt am Bahnhof Nowosibirsk-Glawny. Zeitweise fuhr der Zug die Strecke von Wladimir nach Jekaterinburg über Kasan, welche die Städte Nischni Nowgorod, Kirow und Perm ausschloss.[2]

- Berlin–Tscheljabinsk: In Jekaterinburg stellten einzelne Passagierwagen die Verbindung mit der Stadt Tscheljabinsk her. Der einzige Stopp auf dieser Teilstrecke war Kamensk-Uralsky.

- Berlin–Kasan: In Nischni Nowgorod verbunden einige Passagierwagen Kasan mit der Hauptstrecke. Zeitweise verlief die Strecke Berlin-Nowosibirsk über Tatar, sodass Nowgorod von der Hauptstrecke ausgeschlossen wurde.[2] Wenn diese Linie geplant wurde,(Wladimir-Kasan-Jekaterinburg) wurden die Wagen, welche sonst für die Strecke Kasan-Nischni Nowgorod abgestellt waren, für diese Linie eingesetzt.

- Berlin–Ufa: Nach Minsk und Smolensk erreichte der Zug Rjasan und Mitschurinsk. Hier wurden die Personenwagen, welche nach Adler fuhren, vom Rest des Zuges getrennt. Der Zug fuhr dann über Tambow, Rtischtschewo und Saratow weiter. An diesem Bahnhof, nach der Abkopplung der Personenwagen nach Astana und einer langen Pause von 7 Stunden, fuhr der Zug weiter nach Samara, Buguruslan und endete in Ufa.

- Berlin–Astana: Nach einem langen Stopp in Saratow erreichte der Zug Kasachstan bei Oral. Nach dem Stopp fuhr er wieder in Russland ein und erreichte Orenburg, Orsk und Kartaly, an der russisch-kasachischen Grenze. Er endete in Astana, 99 Stunden nach der Abfahrt in Berlin. Diese Fahrt wurde nur zeitweise angeboten.

- Berlin–Adler: Nach dem Stopp in Michurinsk reiste der Zug nach Südrussland, dem Verlauf des Don folgend. Er passierte Liski, Woronesch, Rostow, Nowotscherkassk und Krasnodar, und erreichte anschließend die Küste des Schwarzen Meeres in Tuapse. Der Zug fuhr weiter nach Sotschi und den Nachbarstädten von Adler, dicht an der Grenze zu Abchasien, einer abtrünnigen Republik von Georgien.

Es existierten Pläne, den Zugverkehr bis nach Baku auszuweiten.